# Conjunto aberto
Em topologia, um conjunto diz-se aberto (inclusive o conjunto nulo) se você escolher qualquer ponto do conjunto e movimentar-se minimamente para qualquer lado, ainda se mantém no conjunto. 
Para espaços métricos existem algumas definições que são equivalentes a dizer que um conjunto é aberto. Por exemplo, qualquer que seja o conjunto {\displaystyle A} fechado, seu complementar {\displaystyle A^{c}} é aberto e vice versa. Então {\displaystyle A} é aberto se, e somente se, {\displaystyle A^{c}} é fechado. 
Ou também, um subconjunto é dito aberto se para cada ponto dele for a vizinhança de cada um de seus elementos. 
Por fim podemos definir que um conjunto é aberto se, e somente se, existe uma raio não negativo que faz a bola aberta centrada em qualquer ponto estar totalmente contida no conjunto.

Proposição: A união de finitos abertos também é um aberto.
Demonstração: Dado {\displaystyle A_{1}} e {\displaystyle A_{2}} abertos, a união destes dois é {\displaystyle \cup (A_{1},A_{2})=A}. Seja um ponto pertencente à esta união, este ponto pertence ou à {\displaystyle A_{1}} ou à {\displaystyle A_{2}} (possivelmente à ambos), se estiver em {\displaystyle A_{1}} existe uma bola aberta para algum raio (não negativo), em que a bola está totalmente dentro de {\displaystyle A_{1}}, o mesmo para {\displaystyle A_{2}}. Então, de qualquer forma, existe uma bola que está totalmente dentro de qualquer ponto de {\displaystyle \cup (A_{1},A_{2})=A}. Isso se generaliza para {\displaystyle A_{1}\cup A_{2}\cup {...}\cup A_{n};n\in \mathbb {N} } é aberto, se cada {\displaystyle A_{i}} é aberto, {\displaystyle i=1,...,n}..

## Definição

### Espaços topológicos
Em topologia, a noção de aberto é primitiva: uma topologia {\displaystyle T} em um conjunto {\displaystyle X} é definida como um subconjunto do conjunto das partes de {\displaystyle X} (satisfazendo determinadas propriedades), e cada elemento de {\displaystyle T} é chamado de um aberto ou conjunto aberto.

### Espaços métricos
Em um espaço métrico, um subconjunto é dito aberto se ele for a vizinhança de cada um de seus elementos. Ou seja, dado um espaço métrico {\displaystyle S\,\!}, um subconjunto {\displaystyle X\,\!} de {\displaystyle S\,\!} é aberto se, para cada ponto {\displaystyle a\in X}, existe {\displaystyle \delta >0\,\!} tal que a bola aberta {\displaystyle B(a,\delta )\,\!} ainda esteja contida em {\displaystyle X\,\!}.

## Propriedades
- Em um espaço topológico ou espaço métrico {\displaystyle X}, o conjunto vazio e o próprio conjunto {\displaystyle X} são abertos.
- Um conjunto é aberto se e só se coincidir com o seu interior.
- Um conjunto é aberto se e só se o seu complementar for fechado.
- A interseção de dois conjuntos abertos é um conjunto aberto.
- A união de qualquer quantidade (mesmo infinita) de conjuntos abertos é um conjunto aberto.

## Abertos deR{\displaystyle \mathbb {R} }
Como {\displaystyle \mathbb {R} } (com a topologia usual) é um espaço métrico, um subconjunto {\displaystyle X\,\!} de {\displaystyle \mathbb {R} } é aberto se, para cada ponto {\displaystyle a\in \mathbb {R} }, existe {\displaystyle \epsilon \,\!} tal que {\displaystyle (a-\epsilon ,a+\epsilon )\subset X}.
Em {\displaystyle \mathbb {R} }, um subconjunto é aberto se e só for reunião (possivelmente infinita) de intervalos abertos.
O próprio conjunto dos números reais é um conjunto aberto.